# Reggenza di Aceh Tenggara
La reggenza di Aceh Tenggara (o, in italiano, reggenza di Aceh Sudorientale) è una reggenza (in indonesiano: kabupaten) dell'Indonesia, situata nella provincia di Aceh.
Il capoluogo della reggenza è Kutacane.